# باولو كارتا
باولو رومانو كارتا (بالإيطالية: Paolo Romano Carta)‏(18 أبريل 1964، روما) هو مغني، وعازف قيثارة، ومخرج، ومنتج إيطالي.

## سيرته
ولد كارتا في روما عام 1964، تزوج من روبرتا جالي التي أنجب منها ثلاثة أطفال: جادر (1995) ، جاكوبو (1996)، وجوزيف (2000)، في عام 2005 بدأ كارتا العمل كعازف قيتار لدى لورا باوزيني، حيث نشأت علاقة حب بينهما وكان لا يزال متزوجًا، انفصل رسميا عن روبرتا في عام 2012، منذ 2005 كان باولو عازف الجيتار والمنتج الموسيقي والشريك العاطفي للورا التي أنجب منها ابنة تدعى باولا في عام (2013).